# Winter-Paralympics 2014/Ski Alpin
Bei den XI. Winter-Paralympics 2014 wurden zwischen dem 8. und 16. März 2014 in Rosa Chutor 32 Wettbewerbe im Alpinen Skisport ausgetragen.

## Medaillenspiegel
| Medaillenspiegel Ski Alpin (Endstand nach 32 Entscheidungen) |                        |      |        |        |        |
| Platz                                                        | Land                   | Gold | Silber | Bronze | Gesamt |
| 1                                                            | Russland               | 6    | 6      | 4      | 16     |
| 2                                                            | Deutschland            | 6    | 4      | 1      | 11     |
| 3                                                            | Frankreich             | 5    | 3      | 2      | 10     |
| 4                                                            | Slowakei               | 3    | 2      | 2      | 7      |
| 5                                                            | Japan                  | 3    | 1      | 1      | 5      |
| 6                                                            | Österreich             | 2    | 5      | 4      | 11     |
| 7                                                            | Kanada                 | 2    | 1      | 5      | 8      |
| 8                                                            | Vereinigte Staaten     | 1    | 5      | 8      | 14     |
| 9                                                            | Vereinigtes Königreich | 1    | 3      | 1      | 5      |
| 10                                                           | Spanien                | 1    | 1      | 1      | 3      |
| 11                                                           | Niederlande            | 1    | 0      | 0      | 1      |
| 11                                                           | Schweiz                | 1    | 0      | 0      | 1      |
| 13                                                           | Neuseeland             | 0    | 1      | 0      | 1      |
| 14                                                           | Australien             | 0    | 0      | 2      | 2      |

## Frauen
| Disziplin             | Klasse       | Gold               | Gold         | Silber                     | Silber       | Bronze             | Bronze       |
| 8. März 2014          | 8. März 2014 | 8. März 2014       | 8. März 2014 | 8. März 2014               | 8. März 2014 | 8. März 2014       | 8. März 2014 |
| --------------------- | ------------ | ------------------ | ------------ | -------------------------- | ------------ | ------------------ | ------------ |
| Abfahrt               | sehbehindert | Henrieta Farkašová | 1:31,55      | Jade Etherington           | 1:34,28      | Alexandra Franzewa | 1:35,78      |
| Abfahrt               | sitzend      | Anna Schaffelhuber | 1:35,55      | Alana Nichols              | 1:35,69      | Laurie Stephens    | 1:36,94      |
| Abfahrt               | stehend      | Marie Bochet       | 1:30,72      | Inga Medwedewa             | 1:32,19      | Allison Jones      | 1:34,09      |
| 10. März 2014         |              |                    |              |                            |              |                    |              |
| Super-G               | sehbehindert | Kelly Gallagher    | 1:28,72      | Alexandra Franzewa         | 1:28,94      | Jade Etherington   | 1:29,76      |
| Super-G               | sitzend      | Anna Schaffelhuber | 1:29,11      | Claudia Lösch              | 1:31,20      | Laurie Stephens    | 1:32,09      |
| Super-G               | stehend      | Marie Bochet       | 1:24,20      | Solene Jambaque            | 1:26,20      | Stephanie Jallen   | 1:30,14      |
| 12. März 2014         |              |                    |              |                            |              |                    |              |
| Slalom                | sehbehindert | Alexandra Franzewa | 2:01,24      | Jade Etherington           | 2:01,89      | Henrieta Farkašová | 2:02,94      |
| Slalom                | sitzend      | Anna Schaffelhuber | 2:09,93 (1)  | Anna-Lena Forster          | 2:14,35      | Kimberly Joines    | 2:15,16      |
| Slalom                | stehend      | Andrea Rothfuss    | 1:59,85      | Inga Medwedewa             | 2:06,70      | Petra Smaržová     | 2:06,91      |
| 11. und 14. März 2014 |              |                    |              |                            |              |                    |              |
| Super- Kombination    | sehbehindert | Alexandra Franzewa | 2:27,75      | Jade Etherington           | 2:28,38      | Danelle Umstead    | 2:42,09      |
| Super- Kombination    | sitzend      | Anna Schaffelhuber | 2:33,30      | Anna-Lena Forster          | 2:38,96      | -                  | -            |
| Super- Kombination    | stehend      | Marie Bochet       | 2:18,39      | Andrea Rothfuss            | 2:22,74      | Stephanie Jallen   | 2:23,13      |
| 16. März 2014         |              |                    |              |                            |              |                    |              |
| Riesenslalom          | sehbehindert | Henrieta Farkašová | 2:48,63      | Alexandra Franzewa         | 2:54,91      | Jessica Gallagher  | 3:02,11      |
| Riesenslalom          | sitzend      | Anna Schaffelhuber | 2:51,26      | Claudia Lösch              | 2:55,91      | Anna-Lena Forster  | 2:59,33      |
| Riesenslalom          | stehend      | Marie Bochet       | 2:38,84      | Andrea Rothfuss            | 2:39,70      | Solene Jambaque    | 2:46,81      |
| 14. März 2014         |              |                    |              |                            |              |                    |              |
| Snowboard Cross       | stehend      | Bibian Mentel-Spee | 1:57,43      | Cecile Hernandez-Cervellon | 2:07,31      | Amy Purdy          | 2:14,29      |

## Männer
| Disziplin             | Klasse       | Gold                    | Gold         | Silber                  | Silber       | Bronze                   | Bronze       |
| 8. März 2014          | 8. März 2014 | 8. März 2014            | 8. März 2014 | 8. März 2014            | 8. März 2014 | 8. März 2014             | 8. März 2014 |
| --------------------- | ------------ | ----------------------- | ------------ | ----------------------- | ------------ | ------------------------ | ------------ |
| Abfahrt               | sehbehindert | Jon Santacana Maiztegui | 1:21,76      | Miroslav Haraus         | 1:22,01      | Mac Marcoux              | 1:23,02      |
| Abfahrt               | sitzend      | Akira Kanō              | 1:23,80      | Josh Dueck              | 1:24,19      | Takeshi Suzuki           | 1:24,75      |
| Abfahrt               | stehend      | Markus Salcher          | 1:24,35      | Alexei Bugajew          | 1:24,41      | Vincent Gauthier-Manuel  | 1:25,30      |
| 9. März 2014          |              |                         |              |                         |              |                          |              |
| Super-G               | sehbehindert | Jakub Krako             | 1:20,58      | Mark Bathum             | 1:20,71      | Mac Marcoux              | 1:20,77      |
| Super-G               | sitzend      | Akira Kanō              | 1:19,51      | Taiki Morii             | 1:21,60      | Caleb Brousseau          | 1:22,05      |
| Super-G               | stehend      | Markus Salcher          | 1:20,92      | Matthias Lanzinger      | 1:21,33      | Alexei Bugajew           | 1:22,30      |
| 13. März 2014         |              |                         |              |                         |              |                          |              |
| Slalom                | sehbehindert | Waleri Redkosubow       | 1:43,21      | Jon Santacana Maiztegui | 1:46,82      | Chris Williamson         | 1:48,61      |
| Slalom                | sitzend      | Takeshi Suzuki          | 1:53,78      | Philipp Bonadimann      | 1:56,46      | Roman Rabl               | 1:56,64      |
| Slalom                | stehend      | Alexei Bugajew          | 1:38,97      | Vincent Gauthier-Manuel | 1:40,24      | Alexander Aljabjew       | 1:40,74      |
| 11. und 14. März 2014 |              |                         |              |                         |              |                          |              |
| Super- Kombination    | sehbehindert | Waleri Redkosubow       | 2:15,87      | Mark Bathum             | 2:17,38      | Gabriel Juan Gorce Yepes | 2:20,36      |
| Super- Kombination    | sitzend      | Josh Dueck              | 2:18,20      | Heath Calhoun           | 2:19,09      | Roman Rabl               | 2:20,20      |
| Super- Kombination    | stehend      | Alexei Bugajew          | 2:09,72      | Matthias Lanzinger      | 2:10,82      | Toby Kane                | 2:14,14      |
| 15. März 2014         |              |                         |              |                         |              |                          |              |
| Riesenslalom          | sehbehindert | Mac Marcoux             | 2:29,62      | Jakub Krako             | 2:31,66      | Waleri Redkosubow        | 2:33,57      |
| Riesenslalom          | sitzend      | Christoph Kunz          | 2:32,73      | Corey Peters            | 2:33,20      | Roman Rabl               | 2:33,31      |
| Riesenslalom          | stehend      | Vincent Gauthier-Manuel | 2:25,87      | Alexei Bugajew          | 2:27,87      | Markus Salcher           | 2:28,14      |
| 14. März 2014         |              |                         |              |                         |              |                          |              |
| Snowboard Cross       | stehend      | Evan Strong             | 1:43,61      | Michael Shea            | 1:44,18      | Keith Gabel              | 1:47,10      |